# Hans-Grundig-Medaille
Die Hans-Grundig-Medaille war eine Auszeichnung, die in der Deutschen Demokratischen Republik (DDR) vom Verband Bildender Künstler der DDR zur „Würdigung hervorragender kulturpolitischer Leistungen“ vergeben wurde. Zu den Preisträgern gehörten namhafte bildende Künstler, Kulturpolitiker und Kunstwissenschaftler. Die Medaille wurde als höchste Auszeichnung des Verbandes anlässlich seines 30-jährigen Bestehens 1981gestiftet. Sie wurde von Wilfried Fitzenreiter entworfen. Die Verleihung erfolgte durch den Präsidenten des Verbandes.

## Aussehen und Trageweise
Die nichttragbare Medaille aus Bronze mit einem Durchmesser von 79 mm zeigt auf ihrem Avers das vom Betrachter aus gesehen nach rechts blickende Porträt von Hans Grundig sowie seinen darunter liegenden Namenszug: HANS GRUNDIG. Das Revers der Medaille zeigt mittig die Inschrift VERBAND / BILDENDER / KÜNSTLER / DER / DEUTSCHEN / DEMOKRATISCHEN / REPUBLIK.

## Preisträger
- 1982[2]: Theo Balden, Gerd Caden, Fritz Duda, Walter Funkat, Max Gebhardt, Erich Gerlach, Gerhard Geyer, Werner Hofmann, Richard Horn, Ernst Jazdzewski, Erna Lincke, Horst Michel, Gabriele Mucchi, Měrćin Nowak-Njechorński, Wilhelm Schmied, Gerhard Voigt
- 1983: Heinrich Drake, Hermann Glöckner, Bernhard Heisig, Hans Klakow, Herbert Lange, Theodor Rosenhauer, Elisabeth Sittig
- 1984: Sieghard Dittner, Walter Dötsch, Annemarie Freymann, Günther Friedrich, Rudi Gruner, Siegfried Kraft
- 1985: Walter Bullert, Jěwa Wórša Lanzyna, Albert Kapr, Heinz Kippnick, Fritz Leweke, Wolfgang Mattheuer, Alfred Priebe, Werner Schwarz
- 1986: Erwin Andrä, Jutta Damme, Eberhard Frey, Heinrich Engel, Rudolf Grüttner, Vera Kopetz, Frank Ruddigkeit, Ingo Timm, Jürgen von Woyski
- 1987: Heinz Böhm, Walter Gebauer, Joachim Lautenschläger, Rolf Kiy, Hans Rudolph, Meinolf Splett, Hans Wiegandt
- 1988: Jan Buck, Otto Damm, Fritz Deutschendorf, Fritz Diedering, Wolfgang Frankenstein, Siegfried Gramann, Werner Klemke, Harald Kretzschmar, Heidi Manthey Karl-Heinz Schamal
- 1989: Renata Ahrens, Horst Naumann, Klaus Zürner
- Jahr der Verleihung nicht sicher bekannt: Alfred Beier-Red